# 邵栄
邵 栄（しょう えい、? - 1362年）は、元末の軍人。朱元璋に仕えて、彼の勢力拡大に貢献した。しかし、朱元璋への謀反を起こしたため処刑された。そのためか個人の伝は立てられていない。

## 生涯
| 姓名         | 邵栄                          |
| 時代         | 元代                          |
| 生没年       | 生年不詳 - 至正22年（1362年） |
| 字・別名     | -                             |
| 本貫・出身地 | -                             |
| 職官         | 江南行中書省平章政事          |
| 爵位         | -                             |
| 諡号         | -                             |
| 陣営・所属   | 朱元璋                        |
| 家族・一族   | -                             |

徐達、常遇春と共に、朱元璋が最も信任していた3人の将帥の1人に挙げられていた。
荒々しく勇猛であり、朱元璋配下の将軍の中で、とりわけ戦巧者であった。
朱元璋が濠州で起兵した頃から付き従った。朱元璋は邵栄に厚い信頼を寄せていた。
至正18年（1358年）10月、徐達と共に宜興を攻めた。廖永安らに太湖口を封じさせた上で城攻めを行った。結果、宜興を攻略した。
至正19年（1359年）1月、余杭で張士誠軍と戦い、勝利した。臨安を攻めたが、勝てずに撤退した。2月、湖州を攻めた。城を囲んだが、城中から敵軍が出撃し、不利と見た邵栄は臨安まで戻った。これを知った李伯昇が逆に攻めてきたが、邵栄は山の下に伏兵を配置し、敵が来るまでみだりに動くなと厳命した。山上から旗が挙がったのを合図に攻めかかり勝利した。李伯昇は憤り、軍を再編して攻めたが、邵栄は再びこれを破った。その後、邵栄は帰還した。12月、杭州を攻めた。城を囲んで攻め寄せたが陥落しなかった。邵栄軍は四方の略奪や、民家への放火、墓を暴くなどの行為を行った。翌年の3月まで戦いは続き、城内は食糧難に陥り、餓死者が続出した。幾度の合戦で斬首数千、多数の捕虜を出して撤退した。
至正20年（1360年）5月、陳友諒が龍江に侵攻した。邵栄は陳友諒軍と石灰山で戦った。邵栄は龍江の西側に沿って陳友諒軍を遮断した。前後の進退に窮した陳友諒軍は大敗した。
至正21年（1361年）11月、張士誠軍に攻められていた長興救援に向かった。
至正22年（1362年）2月、耿再成が李祐之、賀仁徳らに殺され、処州が混乱状態となった。劉基らと謀り、朱元璋は邵栄に処州回復を命じた。胡深、王祐と共に処州へ入り、賀仁徳を破った。4月、処州城の東北門を焼き、城に攻め入った。李祐之は自殺し、賀仁徳は敗走したが捕われた後、処刑された。王祐に処州を守らせて、邵栄は帰還した。諸全が張士誠軍に攻められた際、救援にやってきた李文忠は徐達と邵栄が大軍を率いてくると張士誠軍に虚報を流した。張士誠軍はこの虚報を信じ、懼れて夜に撤退を始めた。
この頃、邵栄はおごり高ぶり、朱元璋への反逆心を持った。やがて常に憤慨しては恨み言を漏らすようになった。邵栄の様子を告げようとする者がいて、邵栄は不安に駆られ、参政の趙継祖と謀って反乱を起こそうとした。7月、朱元璋が閲兵のために三山の門外に至った。邵栄と趙継祖は門内に伏兵を配置して機会を狙っていた。そのとき大風が起こり、風に吹かれた旗が朱元璋の衣に触れた。朱元璋はこれをいぶかり、衣服を取り替えて引き返した。邵栄らはやむを得ず計画を諦めた。その後、邵栄と趙継祖らの舟が巡回していた張氏に見つかり、部下の宋国が謀反を密告した。発覚後、朱元璋は廖永忠に邵栄らの逮捕を命じた。朱元璋は邵栄らと対面して謀反の件について尋問した。邵栄らは刑死を願ったが、朱元璋は処分をすぐに決めず別室へ幽閉した。朱元璋は邵栄の罪を許そうと考えていた。そこで諸将に邵栄の処分をどう考えるか問うた。常遇春が朱元璋に「臣下が叛いたにもかかわらず、これを許すのなら、私は邵栄らと共に仕えることなどできません」と諌めた。朱元璋はこれを容れて処刑することを決めた。
朱元璋は邵栄らの罪状を数え、処刑を布告した。朱元璋は数日間、邵栄と酒を酌み交わした。中秋の夜、聚宝門で涙を流して刑を執行し、亡くなった。